# Елізабет Дайхманн-Шаффгаузен
Елізабет «Лілла» Якобіна Елеонора Дайхманн-Шаффгаузен (нім. Elisabeth "Lilla" Jacobine Eleonore Deichmann-Schaaffhausen; 13 травня 1811, Кельн — 4 липня 1888, Бонн) — німецька благодійниця і офтальмолог.

## Біографія

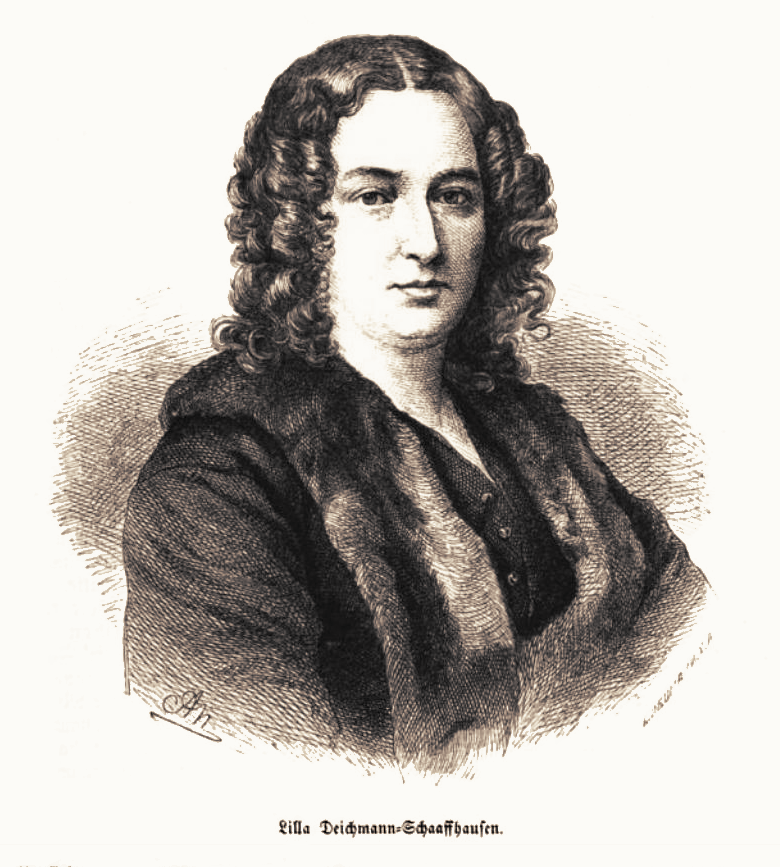
Лілла Дайхманн-Шаффгаузен в журналі Westermanns Monatshefte (1874).

Молодша дочка кельнського банкіра Абрагама Шаффгаузена та його другої дружини Терези де Мес. Вона була зведеною сестрою археолога Сибілли Мертенс-Шаффгаузен.
Лілла Шаффгаузен, хоч і була римо-католичкою, вийшла заміж за протестанта Вільгельма Людвіга Дайхманна в 1830 році, який нещодавно заволодів банком Шаффгаузенів. В пари народились 4 синів і 7 дочок. Сини виховувалися протестантами, а дочки — католиками.
В 1836 році родина купила бароковий замок поблизу Бонна як літню резиденцію (сьогодні — замок Дайхманнзауе), який незабаром став центром тяжіння для боннського суспільства. Тут часто бували артисти та високопоставлені особи, такі як прусське подружжя кронпринців Вільгельм і Августа, Клара Шуман, Ференц Ліст і Макс Брух. Вважається, що Йоганнес Брамс створив тут свою сонату для фортепіано до мажор №1 у 1853 році.
Лілла Дайхманн-Шаффгаузен мала широкий спектр талантів і у віці 60 років стала першою студенткою Рейнського університету імені Фрідріха Вільгельма в Бонні за десятиліття до того, як жінок офіційно допустили до навчання. Вона вивчала офтальмологію і навіть робила операції з видалення катаракти. Під час Французько-прусської війни вона керувала військовим шпиталем, спочатку в Бад-Емсі до квітня 1871 року, а пізніше — в мисливському замку Ваберн поблизу Касселя.
В 1878 році Лілла Дайхманн-Шаффгаузен отримала громадянство муніципалітету Шелленберг і, таким чином, підданство князівства Ліхтенштейн за 200 марок. Вона також деякий час жила в корчмі «Лев» у Вадуці, але потім повернулася до Німеччини. У наступні роки вона часто жертвувала великі суми грошей князівству Ліхтенштейн і, зокрема, громаді Шелленберг.
Пізніше вона приєдналася до старокатолицької церкви і пожертвувала знаки (перстень, хрест, посох і митру) для першого єпископа Йозефа Губерта Райнкенса.

## Нагороди
- Хрест «За заслуги» для жінок та дівчат (Прусське королівство; 1872)[3]
- Орден Ольги (Вюртемберзьке королівство; 1873)[4]

## Вшанування
Скрипаль і музикознавець Вільгельм Йозеф фон Вазілевскі присвятив свою книгу «Скрипка та її майстри» «пані Ліллі Дайхманн, уродженій Шаффгаузен, на Мелемер-Ау поблизу Бонна, у знак вдячності».